# Bártfai Béla
Bártfai Béla (Budapest, 1955. október 10. –) jogász, volt államtitkár. Felesége Bártfai-Mager Andrea, a negyedik Orbán-kormány nemzeti vagyonért felelős tárca nélküli minisztere volt, akitől 2021-ben elvált.

## Pályafutása
Gimnáziumi tanulmányait a Leövey Klára Gimnáziumban végezte, jogi diplomáját 1980-ban az Eötvös Loránd Tudományegyetem Állam- és Jogtudományi Karán szerezte meg.
1980 és 1983 között a Volánbusz-nál különböző jogi munkaköröket látott el, majd a Budapest V. Kerületi Tanácsnál jogi előadóként dolgozott. 1984-től az Igazságügyi Minisztériumban jogszabályok, illetve az adóreform előkészítésével foglalkozott, 1989-1990-ben a Legfelsőbb Bíróságon tanácselnök bíró. 1990-ben főosztályvezetőként tért vissza az Igazságügyi Minisztériumba, ahol rövidesen helyettes államtitkári kinevezést kapott. 1992-1995 között a Pénzügyminisztérium közigazgatási államtitkára. A magánszférában tett hároméves kitérőt (Fundamenta Magyar-Német Lakástakarékpénztár vezérigazgatója) követően 1998-2002-ben a Miniszterelnöki Hivatal közigazgatási államtitkára volt. 2008-tól a Magyar Szénhidrogén Készletező Szövetség vezérigazgatója. 2013-ban Batthyány Lajos-díjban részesült.